# Esporte em Israel
O Esporte em Israel é uma parte importante da cultura do país. O futebol e o basquete são os esportes mais populares entre a população israelita. Também são populares, embora menos que os dois anteriores, o handebol, o atletismo, entre outros esportes. Nos Jogos Olímpicos, Israel só ganha medalhas no judô, esgrima, canoagem e windsurf.

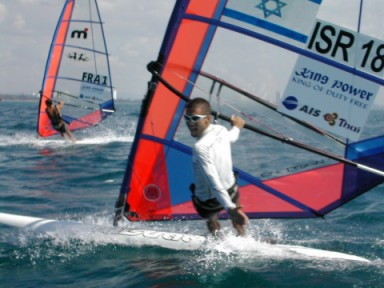
O atleta olímpico Israelense que pratica Windsurf nas olimpiadas, e que já conquistou medalhas em sua modalidade, Gal Fridman.

O futebol é controlado pela Associação de Futebol Israelense que se encarrega de organizar a liga, a copa e a seleção nacional. A liga superior, de futebol masculino, se denomina Ligat Ha'Al, a segunda Leumit e a terceira Artzit. Estas três principais divisões tem 12 equipes cada uma. As seguintes divisões já se subdividem regionalmente. Jogam-se duas principais copas, a Copa de Israel e a Copa Toto. A principal divisão do futebol feminino é a Liga Leumit de Mulheres. As principais equipes do país são o Maccabi Tel Aviv FC, o Beitar Jerusalem e o Hapoel Haifa.
O basquete, organizado pela Associação de Basquete de Israel, tem como principal liga a Ligat Ha'Al ou Winner. A principal equipe é o Maccabi Tel Aviv que tem ganhado várias Euroligas. No atletismo, destaca a participação do país nos Jogos Macabeus, evento internacional judeu.